# Anders Møller (zapaśnik)
Anders Carl Fedinand Møller (ur. 22 lutego 1883 w Kopenhadze  zm. 22 października 1966 w Hørsholm) – duński zapaśnik walczący w stylu klasycznym. Olimpijczyk z Londynu 1908, gdzie zajął piąte miejsce w lekkiej.
Zajął piąte miejsce na mistrzostwach Europy w 1907. Mistrz Danii w 1907 roku.

## Letnie Igrzyska Olimpijskie 1908
| Konkurencja            | Rundy eliminacyjne           | Rundy eliminacyjne      | Rundy eliminacyjne  | Klas. końcowa |
| Konkurencja            | 1/16                         | 1/8                     | 1/4                 | Miejsce       |
| ---------------------- | ---------------------------- | ----------------------- | ------------------- | ------------- |
| 66,6 kg styl klasyczny | Albert Whittingstall (GBR) Z | George Faulkner (GBR) Z | Arvo Lindén (FIN) P | 5.            |